# Melanemerella
Melanemerella is een geslacht van haften (Ephemeroptera) uit de familie Melanemerellidae.

## Soorten
Het geslacht Melanemerella omvat de volgende soorten:
- Melanemerella brasiliana